# Craspedacusta sowerbii
Craspedacusta sowerbii — прісноводна медуза ряду лімномедуз. Інвазивний вид китайського походження, який зустрічається у прісних водоймах по всьому світу.

## Опис
Основною стадією життєвого циклу є поліп. Поліпи крихітні, близько 1 міліметра в довжину, 0,1 мм у діаметрі. У разі небезпеки та під час харчування поліп може скорочуватися вдвічі, голодний поліп навпаки може видовжуватися вдвічі. Від потовщеної ніжки відходить товща шийка, яка завершується розширенням з нематоцистами та ротовим отвором.
Діаметр парасольки дорослої медузи досягає 2,0—2,5 см.

## Розмноження й життєвий цикл
Поліпи здатні розмножуватися вегетативно. Зазвичай відбувається брунькування: одна чи декілька бруньок формуються біля основи, з кожної утворюється поліп, який утім не відокремлюється від стовбура та формує з батьківським поліпом колонію. Часто також утворюється фрустула (англ. frustule) — циліндричний відросток без ротового отвору, який відокремлюється від поліпа, відпливає на деяку відстань, прикріплюється до субстрату та формує новий поліп. Також поліп здатен формувати медузоїдні бруньки, які виростають більші за поліп у розмірі та відбруньковуються у вигляді медуз.
Медузи дозрівають у планктоні. Медузи роздільностатеві, мають чоловічі або жіночі гонади на нижньому боці парасольки, на поверхні радіальних каналів. Після запліднення утворюється зигота, перший поділ якої рівномірний, а наступні — асиметричні. Надалі формується кулеподібна бластула, вкрита війками. Потім личинка видовжується, з'являється ротовий отвір. Згодом вона прикріплюється до твердої поверхні й формує поліп. 
За несприятливих умов поліп може переходити до стадії спокою. Він вкорочується, клітинна маса вкривається щільною оболонкою. При настанні нормальних умов стадія спокою проростає поліпом.

## Екологія
Зустрічаються у різноманітних водоймах: озерах, струмках, ставках, басейнах, акваріумах. Найчастіше трапляються у невеликих штучних водоймах, куди, ймовірно, потрапляють поліпи разом із водними рослинами та ікрою риб.
Температура для розвитку Craspedacusta sowerbii має бути вище 10—15 °C. При нижчих температурах поліпи переходять у стадію спокою, а при подовженні періоду температури нижче 4 °C спостерігається загибель поліпів. Ймовірно, через це у Північній Америці вид не знаходять північніше 43° північної широти.

## Поширення
Уперше знайдена в резервуарі з водяними ліліями в Ріджентс-парку в Лондоні та описана 1880 року британськими зоологами Реєм Ланкестером і Джорджем Оллменом. Упродовж кількох наступних десятиліть цей вид знаходили в прісних водоймах усіх континентів та вважали його батьківщиною Південну Америку. Втім, дослідження 1950 року надійно встановило, що Craspedacusta sowerbii походить із басейну річки Янцзи в Китаї. В Україні зустрічається у водосховищах Дніпровського каскаду.
Час інвазії та ступінь спорідненості між різними популяціями Craspedacusta sowerbii залишаються неясними, попри тривалі дослідження, останні з яких застосовують молекулярно-генетичні методи.